# ماشین الکتریکی

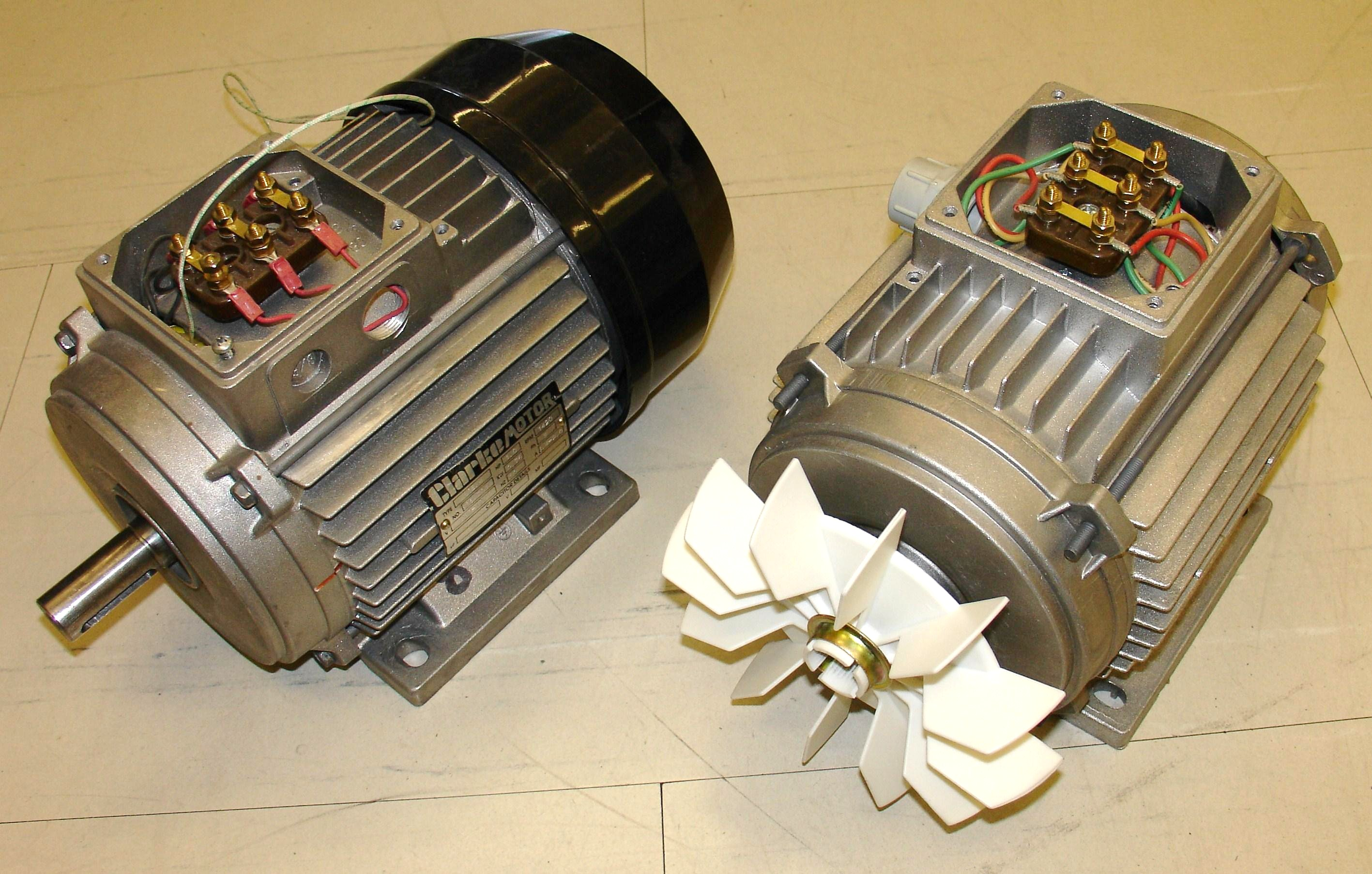
یک موتور الکتریکی

ماشین (موتور) الکتریکی (به انگلیسی: Electric machine) یک نام کلی برای دستگاهی است که انرژی مکانیکی را به انرژی الکتریکی یا برعکس تبدیل می‌کند یا سطح ولتاژ جریان متناوب را به سطح دیگری از ولتاژ تغییر می‌دهد.
ژنراتورها انرژی مکانیکی را به انرژی الکتریکی تبدیل می‌کنند. موتورها الکتریکی، انرژی الکتریکی را به انرژی مکانیکی تبدیل می‌کنند. ترانسفورماتورها سطح ولتاژ جریان متناوب را تغییر می‌دهند.

## ژنراتور

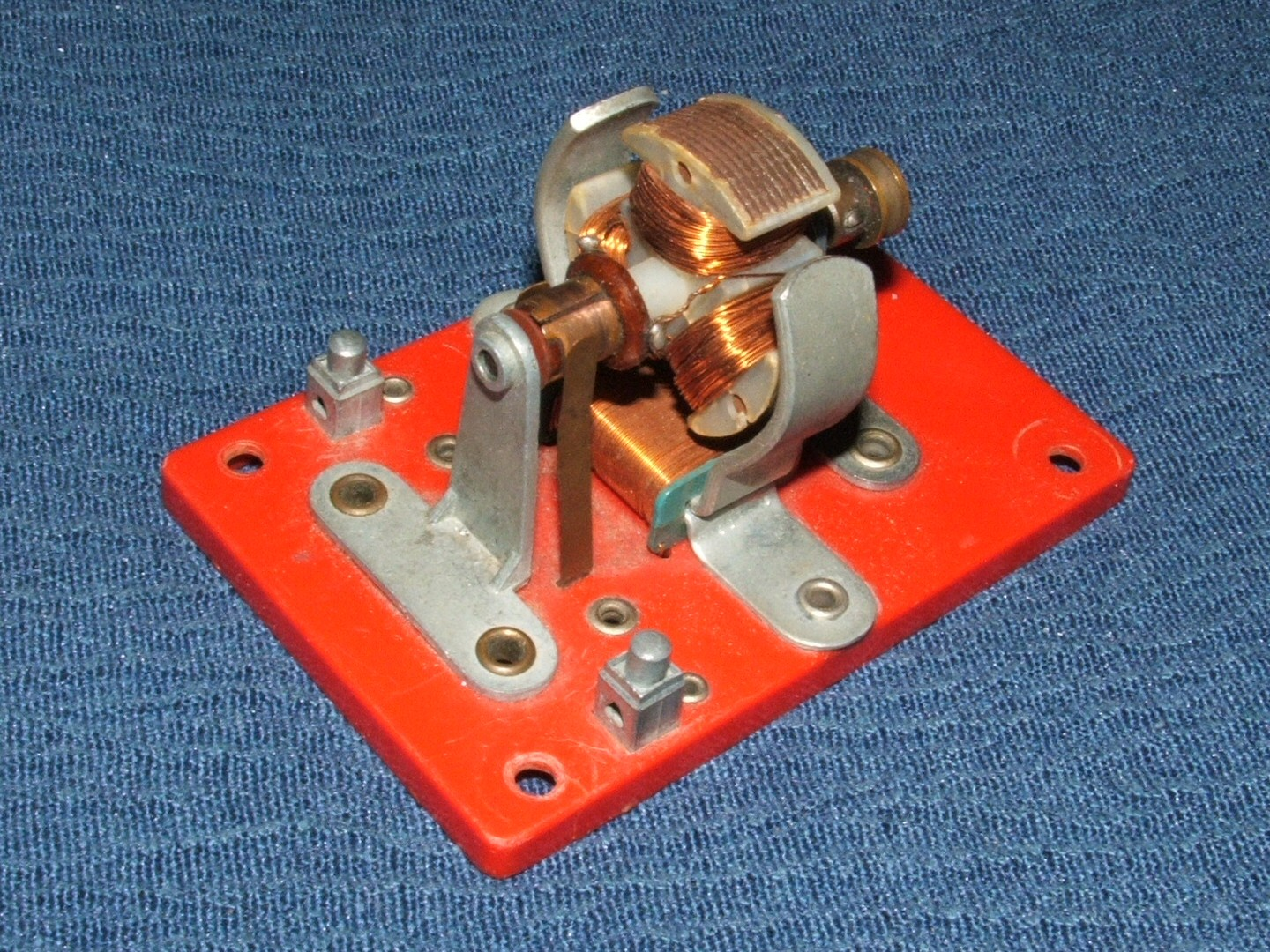
بدنه یک موتور الکتریکی

ژنراتور الکتریکی دستگاهی است که انرژی مکانیکی را به انرژی الکتریکی تبدیل می‌کند. یک ژنراتور الکترون‌ها را به حرکت درون یک مدار الکتریکی بیرونی سوق می‌دهد. روش کار آن تا حدی شبیه به پمپ آب است، از این نظر که جریان آب را ایجاد می‌کند اما خود آب در پمپ ایجاد نمی‌شود. منبع انرژی مکانیکی (محرک اصلی) ممکن است یک موتور بخار بالا و پایین رونده (به انگلیسی: reciprocating) یا یک توربین باشد، یا آبی که از میان یک توربین یا چرخ آبی می‌گذرد، یا یک موتور درون‌سوز، یا یک توربین بادی، یک هندل دستی، یا هوای فشرده یا هر منبع دیگری از انرژی مکانیکی.
هر ژنراتور شامل دو بخش اصلی است که هر کدام دارای دو اصطلاح هستند - یکی اصطلاح مکانیکی و دیگری الکتریکی- از نظر مکانیکی، روتور قسمت چرخان ماشین الکتریکی است و استاتور قسمت ساکن. در اصطلاح الکتریکی آرمیچر قسمتی از ماشین است که نیرو در آن تولید می‌شود. میدان قسمتی از ماشین خواهد بود که میدان مغناطیسی در آن به وجود می‌آید. آرمیچر ممکن است در روتور یا استاتور باشد. میدان مغناطیسی ممکن است توسط آهن‌ربای الکتریکی یا آهن‌ربای دائمی ایجاد شود که بر روی روتور یا استاتور سوار شده‌اند. ژنراتورها را به دو دستهٔ اصلی تقسیم می‌کنند: ژنراتورهای ای‌سی و ژنراتورهای دی‌سی.

## موتور الکتریکی
یک موتور الکتریکی انرژی الکتریکی را به انرژی مکانیکی تبدیل می‌کند. بیشتر موتورهای الکتریکی از راه تقابل میدان‌های مغناطیسی و هادی‌های حامل جریان برای تولید نیروی گرداننده استفاده می‌کنند. موتورها و ژنراتورها شباهت‌های زیادی دارند و بسیاری از گونه‌های موتورهای الکتریکی را می‌توان به عنوان ژنراتور هم به کار برد، یا برعکس.
موتورهای الکتریکی نیز به دو دستهٔ اصلی جریان متناوب و جریان مستقیم تقسیم می‌شوند.

## ترانسفورماتور
ترانسفورماتور یک دستگاه ایستا است که جریان متناوب را در فرکانسی ثابت، از یک سطح ولتاژ به سطح ولتاژی دیگر (بیشتر یا کمتر یا گاهی همسطح) تبدیل می‌کند. ترانسفورماتور انرژی الکتریکی را با استفاده از کوپل مغناطیسی از یک مدار به مداری دیگر انتقال می‌دهد. یک جریان متغیر الکتریکی در سیم‌پیچ اولیه یک شار مغناطیسی متغیر نسبت به زمان را در هستهٔ ترانسفورماتور ایجاد می‌کند که موجب ایجاد میدان مغناطیسی در سیم‌پیچ ثانویه خواهد شد. این میدان مغناطیسی متغیر یک نیروی محرک الکتریکی یا ولتاژ را در سیم‌پیچ ثانویه القا خواهد کرد. به این پدیده القای متقابل گفته می‌شود.